# Villeneuve-la-Comptal

Villeneuve-la-Comptal este o comună în departamentul Aude din sudul Franței. În 1 ianuarie 2022 avea o populație de 1.424 de locuitori.